# Домброва (Познанський повіт)
Домброва (пол. Dąbrowa, нім. Pappelrode) — село в Польщі, у гміні Допево Познанського повіту Великопольського воєводства.
Населення — 1478 осіб (2011).
У 1975-1998 роках село належало до Познанського воєводства.

## Демографія
Демографічна структура станом на 31 березня 2011 року:
|          | Загалом | Допрацездатний вік | Працездатний вік | Постпрацездатний вік |
| -------- | ------- | ------------------ | ---------------- | -------------------- |
| Чоловіки | 751     | 217                | 492              | 42                   |
| Жінки    | 727     | 183                | 441              | 103                  |
| Разом    | 1478    | 400                | 933              | 145                  |